# KTTV
KTTV (também conhecida como Fox 11 Los Angeles) é uma emissora de televisão estadunidense com sede na cidade de Los Angeles, na Califórnia. Opera no canal 11 VHF digital, e é uma emissora própria da Fox Broadcasting Company. Pertence a Fox Television Stations, que também é proprietária da emissora irmã KCOP-TV (canal 13). As 2 emissoras compartilham estúdios no Fox Television Center, em West Los Angeles. O transmissor da KTTV está localizado no topo do Monte Wilson.

## História

### Propriedade da Times Mirror Company (1949-1963)
A história da emissora começa em 1947, quando a Times Mirror Company, editora do Los Angeles Times, conseguiu uma licença de TV. Foi uma das cinco licenças concedidas simultaneamente pela Federal Communications Commission (FCC) a partes interessadas em lançar emissoras comerciais de televisão em Los Angeles. Em 1948, a CBS, que possuía a rádio KNX, comprou uma participação de 49% na emissora e ajudou a concluir sua construção em troca de torna-la a emissora própria da rede em Los Angeles. 
A KTTV começou a operar em 1º de janeiro de 1949 e foi controlada inicialmente pela empresa KTTV, Incorporated, a holding de propriedade da Times/CBS. A primeira transmissão da emissora foi o Tournament of Roses Parade.
Em maio de 1950, a Times Mirror comprou os Nassour Studios, uma grande instalação cinematográfica na Sunset Boulevard em Hollywood, e centralizou as operações da KTTV no local. A CBS não se juntou a Times Mirror na compra, pois na época, as instalações de produção da Costa Oeste estavam localizadas na Columbia Square, com as instalações da CBS Television City em fase de planejamento. A KTTV converteu o Nassour Studios em uma importante produtora de televisão, produzindo programas localmente. Antes da mudança, a KTTV operava em várias sedes diferentes, incluindo a antiga sede da Capitol Records, na Melrose Avenue.
Mais tarde, em 1950, a CBS optou por adquirir sua própria emissora em Los Angeles, a KTSL (canal 2, hoje KCBS-TV), que estava sendo desmembrada pela Don Lee Broadcasting System como resultado de sua venda a General Tire and Rubber. A compra da KTSL forçou a CBS a vender sua participação na KTTV devido às regras da FCC em vigor na época que proibiam a propriedade comum de duas emissoras de televisão no mesmo mercado de mídia. O Los Angeles Times recuperaria a propriedade total da emissora quando as vendas fossem finalizadas, em 1º de janeiro de 1951. A afiliação da KTTV com a CBS terminou depois de exatamente dois anos, quando a rede mudou sua programação para a KTSL. Poucos meses depois, a emissora concordou em se tornar a nova afiliada de Los Angeles da DuMont Television Network, que tinha como afiliada a KTSL.
Em 1954, a DuMont mudou sua programação para a KHJ-TV (canal 9, hoje KCAL-TV), e a KTTV tornou-se uma emissora independente. Durante o final dos anos 1950, a emissora também foi brevemente afiliada à NTA Film Network. Em 1962, o programa da emissora, Confidential File, cobriu a convenção da Daughters of Bilitis, exibindo a cobertura nacionalmente por meio de sindicação.

### Propriedade da Metromedia (1963-1986)
A Times Mirror Company vendeu a emissora para a Metromedia em 1963. Na década de 70, a KTTV exibia uma programação tradicional de entretenimento geral comum entre as emissoras independentes da época, consistindo em programas infantis, reprises, programação de esportes e filmes antigos, além de um telejornal às 22h. Com a evolução da televisão a cabo, a KTTV se tornou uma superestação regional. Graças às transmissões dos Dodgers e à programação de 24 horas por dia, a KTTV passou a ter seu sinal distribuído em vários sistemas a cabo no oeste dos Estados Unidos durante os anos 70 e 80, até o leste de El Paso, Texas.

### Propriedade da Fox (1986-atual)
Em 1986, o editor de jornais australiano Rupert Murdoch e sua empresa, a News Corporation, compraram a KTTV e outras emissoras de televisão da Metromedia. As emissoras da Metromedia acabaram se tornando parte de uma nova holding formada pela News Corporation chamada Fox Television Stations. As emissoras formaram a base para a nova rede de televisão Fox Broadcasting Company, que estreou em 9 de outubro de 1986. Após a compra da News Corporation, a KTTV passou a exibir mais programas de entrevistas, court shows e reality shows. No início da década de 90, começou a exibir desenhos animados à tarde do bloco Fox Kids da rede, além de sitcoms durante a noite.
Em 1996, a KTTV transferiu seus antigos estúdios em Sunset Boulevard, conhecidos como "Metromedia Square" (e mais tarde renomeados como "Fox Television Center") para um novo estúdio a poucos quilômetros da South Bundy Drive em West Los Angeles, perto da sede da rede Fox, localizada no estúdio da 20th Century Fox. O complexo foi demolido em 2003 para dar lugar à construção da Helen Bernstein High School (que faz parte do Distrito Escolar Unificado de Los Angeles).
Em 2001, a Fox Television Stations adquiriu várias afiliadas da UPN de propriedade da Chris-Craft Industries por meio de seu grupo de emissora BHC Communications, criando um duopólio entre a KTTV e a KCOP-TV. Ao mesmo tempo, a emissora deixou de exibir o bloco dos dias úteis da Fox Kids e o mudou para a nova emissora irmã.
Em 16 de maio de 2006, a KTTV lançou um novo site baseado na interface MyFox da Fox Television Stations, formato que tornou-se padrão nos sites de cada uma das emissoras próprias da Fox, e até também foi adotado por algumas das afiliadas da Fox não pertencentes à rede, no final daquele ano.

## Sinal digital
| PSIP | Canal digital | Resolução de vídeo | Programação                         |
| ---- | ------------- | ------------------ | ----------------------------------- |
| 11.1 | 11 VHF        | 720p               | Programação principal da KTTV / Fox |
| 11.3 | 11 VHF        | 480i               | TheGrio TV                          |
| 11.4 | 11 VHF        | 480i               | Decades                             |

### Transição para o sinal digital
Com base no decreto federal de transição das emissoras de TV estadunidenses do sinal analógico para o digital, a KTTV descontinuou sua programação regular no sinal analógico pelo canal 11 VHF em 12 de junho de 2009. Logo após a transição, a emissora deixou de operar no canal 65 UHF digital, que estava entre os canais UHF de banda alta (de 52 a 69) removidos do uso para transmissão, e passou a operar no canal 11 VHF digital.

## Programas
Além de transmitir a programação nacional da Fox, a KTTV produz e exibe os seguintes programas locais:
- Fox 11 News at 5PM: Telejornal, com Christine Devine e Elex Michaelson;
- Fox 11 News at 6PM: Telejornal, com Christine Devine e Elex Michaelson;
- Fox 11 News at 10PM: Telejornal, com Christine Devine e Elex Michaelson;
- Fox 11 News at Noon: Telejornal, com Bob DeCastro e Marta Tellez;
- Fox 11 News In Depth: Jornalístico, com Hal Eisner;
- Fox 11 News Special: Telejornal;
- Fox 11 Sports Wrap: Jornalístico esportivo, com Liz Habib;
- Fox 11 Weekend News: Telejornal, com Susan Hirasuna;
- Good Day L.A. at 4AM: Telejornal, com Rita Garcia;
- Good Day L.A. at 5AM: Telejornal, com Araksya Karapetyan e Tony McEwing;
- Good Day L.A. at 6AM: Telejornal, com Araksya Karapetyan e Tony McEwing;
- Good Day L.A. at 7AM: Telejornal, com Michaela Pereira;
- Good Day L.A. at 9AM: Telejornal, com Michaela Pereira;
- The Issue Is: Jornalístico, com Elex Michaelson;

Diversos outros programas compuseram a grade da emissora, e foram descontinuados:
- 11 Movie
- All Night Movie
- Confidential File
- Fox 11 Morning News
- Fox 11 Movie Special
- Fox 11 News at Ten
- Fox News
- Good Day L.A. Today
- Hollywood's Finest
- KTTV Channel 11 Newsreel
- KTTV Late News
- Los Angeles at Night Movie
- Metro News
- Movie 11
- Nightwatch Theatre
- Prime Movie 11
- Saturday Night Movie
- Special Presentation
- Studio 11 L.A.
- Sunday Movie
- The 8 O'Clock News
- The 9:00 Movie
- The 10 O'Clock News
- The Best Picture Show
- The Channel 11 Movie Club
- The Midday News
- The Midday News
- The Movies
- The Weekend News

### Programação esportiva
Desde a mudança do time para Los Angeles em 1958 (com uma pausa de 1993 a 1995), a KTTV tem transmitido jogos de beisebol do Los Angeles Dodgers. Atualmente, alguns jogos dos Dodgers são transmitidos nacionalmente por meio da divisão de esportes da rede por meio de seu pacote MLB desde 1996. A emissora também exibiu as aparições do Dodgers em 2017, 2018 e 2020 na World Series, incluindo o campeonato da equipe em 2020, seu primeiro título em 32 anos. Todos os outros jogos dos Dodgers são transmitidos localmente pela SportsNet LA (com um pequeno número de jogos transmitidos simultaneamente na  KTLA desde 2016). A KTTV também exibe todos os jogos dos Angels que são transmitidos através do contrato da Fox com a MLB, incluindo a vitória da da equipe na World Series em 2002.
De 1972 a 1974, a emissora também veiculou jogos envolvendo os Los Angeles Sharks da World Hockey Association.
Com o retorno dos Rams a Los Angeles, desde 2016, a KTTV tem transmitido os jogos do time por meio dos direitos primários da Fox da National Football Conference. Durante a temporada regular da NFL, os jogos do Rams são alternados com a KNBC (através do NBC Sunday Night Football), KABC-TV (através do Monday Night Football) e principalmente KCBS-TV (através do NFL on CBS). Desde 2017, a KTTV também transmite jogos do Los Angeles Chargers com uma equipe visitante da NFC, sendo alguns jogos selecionados de qualquer uma das equipes transmitidas pela KCOP-TV se ambas as equipes estiverem jogando ao mesmo tempo. A partir da temporada de 2018, a emissora começou a transmitir o Thursday Night Football, transmitido simultaneamente na NFL Network e em jogos onde qualquer um dos dois times da cidade estiver jogando, ela servirá como emissora local para transmissões de jogos.
Desde 2020, a emissora também transmite jogos selecionados do Los Angeles Wildcats da recém-relançada XFL por meio do contrato da Fox com a liga.

### Jornalismo

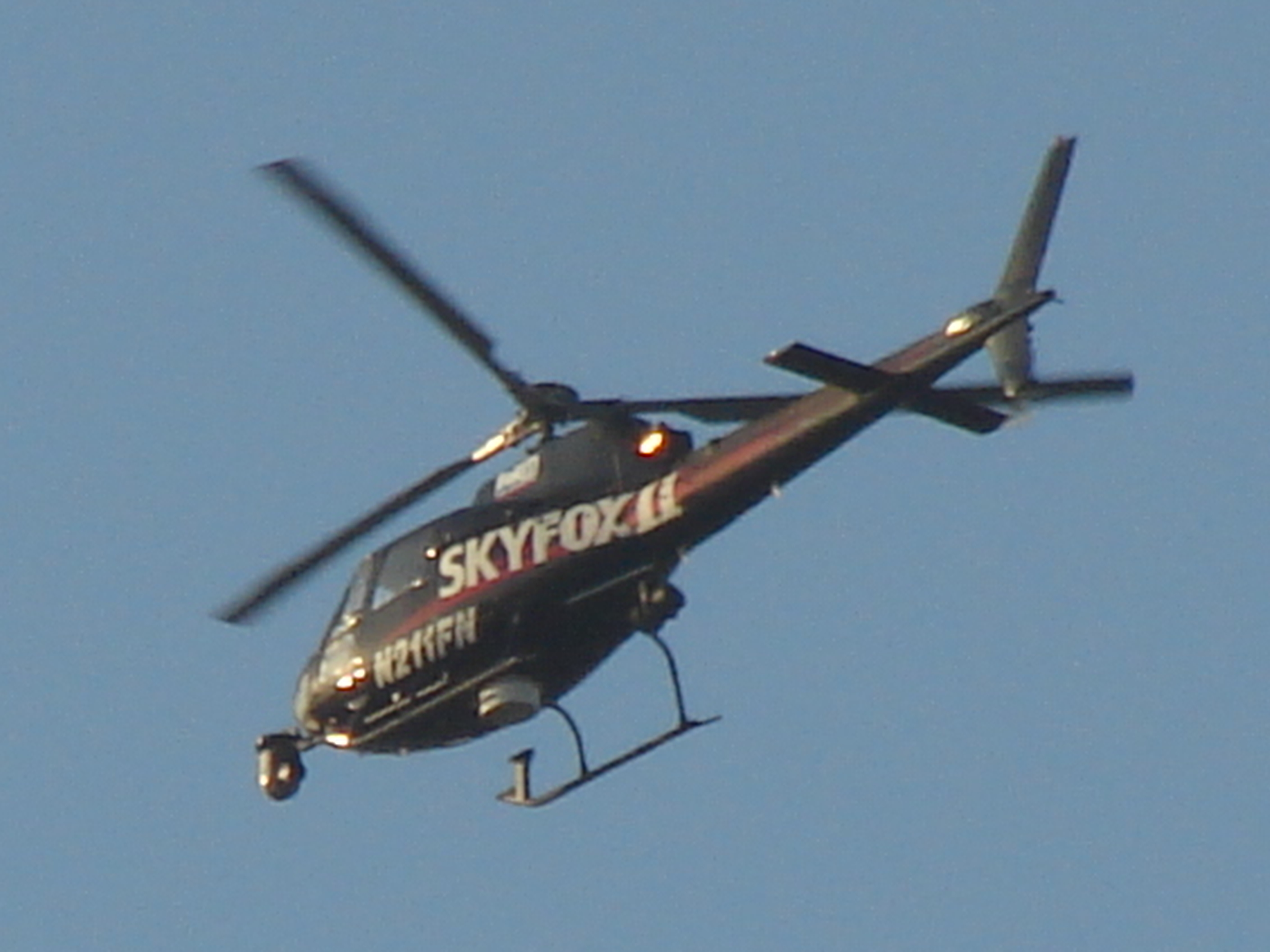
Eurocopter SkyFox da KTTV.

A KTTV atualmente transmite 52 horas de telejornais locais por semana (sendo 10 horas a cada dia da semana e duas horas cada aos sábados e domingos). A emissora opera um Eurocopter A-Star 350 B-1, nomeado no ar como "SkyFox HD", para fornecer cobertura aérea de notícias de última hora. A KTTV operava anteriormente dois helicópteros. Um deles (conhecido como "Sky Fox 2") foi destruído depois que caiu no Aeroporto Van Nuys em 2000.
A emissora exibiu um telejornal das 20h de 1984 a 1987, e também mudou brevemente de seu telejornal das 22h às 23h em 1986, a fim de competir com os telejornais locais existentes no mesmo horário na KABC-TV, KNBC e KCBS-TV. O formato do telejornal inicialmente não foi alterado, mas a edição das 20h foi posteriormente descartada, enquanto a edição das 23h voltou a ser exibida às 22h, pouco depois que a News Corporation assumiu o controle das emissoras da Metromedia em 1986.
Em junho de 1993, a emissora lançou um novo jornalístico matinal chamado Good Day L.A., um programa inspirado no Good Day New York, da emissora irmã WNYW, que estreou em 1988. 
Em 26 de julho de 2007, a KTTV exibiu uma reportagem sobre o grupo hacktivista Anonymous, chamando-o de um grupo de "hackers com esteroides", "terroristas domésticos" e "máquina de ódio da Internet". A reportagem se tornou fonte de vários memes da internet, e apresentava um ex-"hacker" anônimo que havia se desentendido com o Anonymous e explicou sua visão da cultura do grupo. Além disso, a reportagem também mencionou "ataques" ao Habbo, uma "campanha nacional de spoiler do final do novo livro de Harry Potter", e ameaças de "bombardear estádios esportivos".
Em 14 de julho de 2008, a KTTV lançou um telejornal de meia hora às 10h, logo após o Good Day L.A.. Em 15 de outubro de 2008, a KTTV e a KCOP-TV começaram a produzir seus telejornais locais em alta definição. Em 1 de dezembro de 2008, a KTTV assumiu totalmente a produção do telejornal das 23h da KCOP-TV, que foi reduzido de uma hora para 30 minutos e renomeado para Fox News at 11, marcando o fim de um telejornal produzido pela KCOP-TV.
Em 8 de dezembro de 2008, a emissora estreou um telejornal de meia hora ao meio-dia durante a semana. Em 27 de abril de 2009, a KTTV estreou Good Day L.A. Today, um programa de recapitulação que vai ao ar às 12h30 nos dias da semana, apresentando segmentos selecionados apresentados na edição daquele dia de Good Day L.A.. Esse programa foi substituído pelo TMZ on TV. Em 12 de abril de 2010, a emissora expandiu seu telejornal matinal dos dias da semana em meia hora, para 4h30. Até 12 de setembro de 2011, a KTTV era uma das duas únicas emissoras próprias da Fox (a outra sendo a WFLD de Chicago) que não tinha telejornal no início da noite durante a semana ou nos fins de semana. Isso mudou quando a emissora lançou um telejornal das 17h com uma hora de duração nessa data chamado Studio 11 L.A.. Em 30 de junho de 2014, a KTTV expandiu seu telejornal do meio-dia de 30 minutos para 1 hora.
Em 28 de abril de 2016, a KTTV mudou o nome de seu telejornal das 17h para Fox 11 5:00 News usando os mesmos âncoras do Studio 11 L.A.. Os telejornais de fim de semana no início da noite ficaram conhecidos como Fox 11 Weekend News.
Em setembro de 2018, a emissora cancelou seu telejornal de meia hora das 10h. Em 10 de dezembro de 2018, o Fox 11 Morning News adotou a marca Good Day L.A., expandindo o telejornal das 7h às 4h30.
Em 1º de abril de 2019, o Good Day L.A. se estendeu, e passou a começar às 4h.

## Equipe

### Membros atuais

#### Apresentadores
- Araksya Karapetyan
- Bob DeCastro
- Christine Devine
- Elex Michaelson
- Hal Eisner
- Laura Diaz
- Liz Habib
- Marla Tellez
- Michaela Pereira
- Rita Garcia
- Susan Hirasuna
- Tony McEwing

#### Meteorologistas
- Maria Quiban
- Mary Yoon
- Rick Dickert
- Soumada Khan

#### Repórteres
- Amanda Salas
- Brooke Thomas
- Chelsea Edwards
- Christina Gonzalez
- Ed Laskos
- Gigi Graciette
- Gina Silva
- Hailey Winslow
- Koco McAboy
- Laura Diaz
- Mario Ramirez
- Mimi Brown
- Pablo Alsina
- Phil Shuman
- Rick Lozano
- Sandra Endo
- Stu Mundel

### Membros antigos
- Carlos Amezcua
- John Beard
- Lisa Breckenridge
- Rod Bernsen
- Tony Cox
- Steve Edwards
- Hal Fishman †
- Courtney Friel (hoje na KTLA)
- Rick Garcia
- Carol Lin
- Dorothy Lucey
- Lisa Joyner
- Steve Kmetko
- Jean Martirez
- Antonio Mora
- George Putnam †
- Jillian Reynolds
- Bill Ritter (hoje na WABC-TV em Nova York)
- Lauren Sanchez
- Maria Sansone
- John Schwada
- Mark Thompson (hoje na rádio KFI)
- Jane Wells (hoje na sucursal de Los Angeles da CNBC)
- Bill Welsh †